# Neurofibromatosis
La neurofibromatosis es un grupo de tres afecciones en las que crecen tumores en el sistema nervioso. Es un trastorno genético del sistema nervioso que afecta principalmente al desarrollo y crecimiento de los tejidos de las células neurales (nerviosas). 
Fue descrito formalmente por Friedrich Daniel von Recklinghausen en 1882, de quien recibió su nombre anteriormente.

## Características
Este trastorno ocasiona tumores que crecen en los nervios y produce otras anormalidades tales como cambios en la piel y deformidades en los huesos. Las neurofibromatosis ocurren en ambos sexos. Se transmiten a la descendencia de forma autosómica dominante. Los científicos han clasificado los trastornos como neurofibromatosis tipo 1 (NF1) y neurofibromatosis tipo 2 (NF2), cada una con una alteración en un cromosoma diferente (17 y 22, respectivamente). Existen otros tipos o variantes de neurofibromatosis, pero éstas no han sido definidas aún.

#### Neurofibromatosis 1, enfermedad de von Recklinghausen o neurofibromatosis periférica
Se caracteriza por la aparición de manchas "café con leche" y afectación en el sistema nervioso periférico (gliomas ópticos), si bien con el paso del tiempo pueden afectarse todos los tejidos y en otros casos la afectación es mínima.
La neurofibromatosis tipo 1 o Enfermedad de Von Recklinghausen fue descrita por vez primera en 1882 por Friedrich Daniel von Recklinghausen, un patólogo alemán. Desde entonces, está claro no tan sólo que las neurofibromatosis son una de las enfermedades genéticas más comunes, sino también que hay diversas expresiones diferentes de la enfermedad. La forma descrita por Von Recklinghausen es, con diferencia, la más común, llegando aproximadamente al 85 % de los casos.
La NF1 es el tipo más común de neurofibromatosis, la cual ocurre aproximadamente en 1 de cada 4000 personas en Estados Unidos. Aunque muchas personas afectadas heredan este trastorno, entre el 30 y el 50 por ciento de los nuevos casos surgen espontáneamente mediante mutación (cambios) en los genes de una persona. Una vez que ha ocurrido este cambio, el gen mutante puede pasarse a generaciones sucesivas.
Con anterioridad, la NF1 se conocía como neurofibromatosis periférica (o neurofibromatosis de von Recklinghausen), debido a que algunos de los síntomas, tales como manchas en la piel y tumores, parecían estar limitados a los nervios exteriores o al sistema nervioso periférico de la persona afectada. Este nombre ya no es técnicamente exacto debido a que ahora se sabe que en la NF1 ocurren tumores del sistema nervioso central.
Es una alteración genética que provoca en los afectados un crecimiento descontrolado de tumores en casi todo el organismo, de forma irregular. Este crecimiento está provocado por la falta de un "supresor" de crecimiento tumoral. Son típicas las manchas "café con leche" (en la piel), nódulos de Lisch (en el ojo), displasias (en los huesos largos), schwannoma (en los nervios), cataratas, etcétera. Existen 2 tipos de (NF):

#### Neurofibromatosis 2 o central
Donde predominan los tumores en nervios craneales, como los nervios auditivos (VIII par), gliomas, meningiomas, etcétera.

## Causas

La Neurofibromatosis se transmite con un patrón autosómico dominante

En la NF 1 la mutación se encuentra en el cromosoma 17, mientras que en la NF 2 la mutación se da en el cromosoma 22.
La herencia es autosómica dominante, lo que quiere decir que con tener un gen alterado de alguno de los padres aparecerá la enfermedad; asimismo, existe un riesgo del 50 % de transmitir la enfermedad a cada uno de los hijos. Hasta el momento se han descrito más de 150 variaciones en la mutación del gen.
Existe también la mutación espontánea "de novo" donde los padres no tienen ninguna alteración cromosómica, se conocen casos de mutaciones "de novo" en varios hijos por lo que se habla de mutaciones en células germinales. En el momento actual se considera que el 50 % de los casos diagnosticados de NF son de mutación espontánea.

## Cuadro clínico

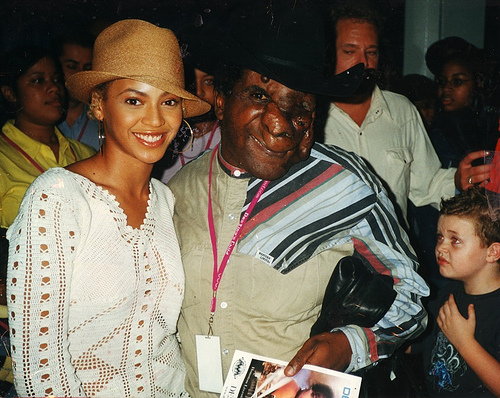
Beyoncé junto a Reggie Bibbs, un hombre con neurofibromatosis.

Los primeros síntomas pueden aparecer en la infancia, como las manchas "café con leche" o pecas en la axila, neurofibromas subcutáneos y el crecimiento de lesiones que tienen distintas evoluciones. No se conoce exactamente por qué unos desarrollan la enfermedad muy pronto y otras personas no; incluso en el seno de la misma familia, el desarrollo tiene una velocidad de crecimiento totalmente distinta y los primeros síntomas pueden aparecer a los 40 o 50 años o incluso más. Se dan familias con hijos poco afectados y padres con gran afectación y al contrario, padre solo con manchas e hijos con mayor afectación. También se dan casos de familias con gliomas que se reabsorben con el paso del tiempo y lo llamativo es que le ocurre lo mismo al hijo. Es importante saber que en la adolescencia y en los embarazos las lesiones sufren cambios importantes en cuanto a tamaño y cantidad.

## Diagnóstico

### Neurofibromatosis I
Para diagnosticar a un paciente afectado con esta enfermedad, desde el punto de vista clínico debe cumplir unos criterios diagnósticos y está estipulado que deben cumplir dos o más de los que se detallan a continuación:
- Seis o más manchas "café con leche" mayores de 5 mm de diámetro en personas antes de la pubertad y más de 15 mm si se miden después de la pubertad.
- Dos o más neurofibromas de cualquier tipo.
- Pecas en las axilas y/o en la ingle.
- Gliomas en vías ópticas.
- Dos o más nódulos de Lisch (hamartomas benignos del iris).
- Una lesión ósea característica (como la escoliosis).
- Pariente de primer grado afectado de NF 1 (padre o hermano).

### Neurofibromatosis II (NF2)
- Tumor bilateral del VIII par craneal (nervio vestibulococlear)
- Uno de los padres, un hermano o un hijo con NF2 y un tumor del acústico unilateral.
- Uno de los padres, un hermano o un hijo con NF2 y dos de las condiciones siguientes:
  - Glioma.
  - Meningioma.
  - Neurofibroma o Schwannoma.
  - Catarata en edad precoz.

## Complicaciones
Neurofibromatosis 1. Las posibles complicaciones, también denominadas criterios menores, aparecen en un número inferior de casos. A algunas de ellas sólo se las supone asociadas con la NF porque se encuentran con más frecuencia en afectados, y otras son consecuencia directa de la enfermedad. Ninguna de ellas por sí sola es indicación de NF1. Las más comunes son:
- Problemas cosméticos
- Problemas funcionales
- Dispraxia
- Pseudoartrosis
- Baja estatura, debido especialmente a deformidades en la columna vertebral
- Escoliosis
- Macrocefalia
- Glioma óptico
- Tumores cerebrales
- Tumores en la columna vertebral
- Estreñimiento crónico
- Problemas de aprendizaje
- Trastornos del Neurodesarrollo (Principalmente TDAH y TEA;[5] ambos trastornos poseen diferencias respecto de la presentación idiopatica)
- Dislexia[6]
- Discapacidad intelectual
- En las mujeres, pueden presentarse excesivos flujos menstruales
- Sordera
- Alteraciones del habla
- Pubertad precoz o tardía
- Dolor de cabeza
- Convulsiones
- Hipertensión
- Feocromocitoma
- Picores
- Cáncer (metástasis)
- Impacto psicosocial

Neurofibromatosis 2. Como consecuencia de los múltiples tumores que en el sistema nervioso produce la NF2, a menudo se presentan otras complicaciones, la mayoría de las cuales están relacionadas con la pérdida de la funcionalidad de las vías nerviosas. Hay que tener en cuenta que, si bien los tumores son benignos, pueden producirse en tal número y localización que hacen que su extirpación sea muy difícil, y no exenta de consecuencias. A veces es complicado determinar si es mejor extirpar o no. Las más comunes son:
- Parálisis facial
- Pérdida de visión
- Problemas cosméticos
- Problemas motores
- Pérdida de equilibrio
- Sordera
- Pérdida de sensibilidad
- Dolor de cabeza
- Impacto psicosocial

En ambos tipos de NF se destacan: 
- Dolor crónico. El dolor de espalda algunas veces tiene relación con neurofibromas en la columna vertebral que no son fáciles de operar. Para un adulto con dolor crónico y severo que ha sido debidamente estudiado puede ser aconsejable remitirlo a un médico especializado en control de dolor, para que intente reducírselo. El dolor crónico causado por neurofibromas puede a menudo aliviarse con una combinación de calmantes. Los dolores de cabeza pueden ser un problema para algunas personas. Los doctores especializados en neurología y/o control del dolor pueden tener ideas para reducir la frecuencia y/o la intensidad de los dolores de cabeza. A pesar de que no saberse por qué se originan, los picores son motivo de queja frecuente en personas con NF1. Algunas personas pueden beneficiarse de medicamentos como los antihistamínicos, que reducen los picores.
- En raras ocasiones, una persona con NF1 puede desarrollar un tumor cerebral llamado astrocitoma. Los adultos con NF1 que experimenten nuevos dolores de cabeza, o un cambio en sus habilidades físicas habituales (como debilidad, entumecimiento, cambios de personalidad o memoria) deberían consultarlo con sus médicos lo antes posible. Puede ser conveniente hacer una evaluación.
- Los neurofibromas plexiformes son otro tipo de tumores benignos que crecen a lo largo de los nervios. Al contrario que los neurofibromas típicos de la piel que crecen como un pequeño y definido nódulo, el neurofibroma plexiforme es más grande y tiene menos definidos los bordes. Puede sentirse como un racimo de cuerdas o nudos bajo la piel. Los neurofibromas plexiformes también se diferencian de los neurofibromas dérmicos porque habitualmente aparecen antes de la edad adulta. Estos tumores pueden ser dolorosos. También pueden desfigurar dependiendo de su tamaño y su localización. Menos comúnmente, un neurofibroma plexiforme puede llegar a ser canceroso.
- Hipertensión arterial. Algunas veces la hipertensión no está específicamente relacionada con la NF1, aunque algunas personas con NF1 pueden tener hipertensión causada por feocromocitomas, tumores que son normalmente benignos y segregan ciertas hormonas. En estos casos la presión sanguínea es alta sólo en algunas ocasiones, y suele ir acompañada de dolores de cabeza, sudoración y palpitaciones. Los feocromocitomas pueden ser tratados con medicinas y extirpados mediante cirugía.
- Tumor cerebral.
- Daños neurológicos debido a cifoescoliosis severas.
- Amputación debida a pseudoartrosis de tibia.
- Degeneración maligna del neurofibroma plexiforme, tumor en la cubierta del nervio periférico (ocurre en el 10-12 %).
- Depresión debida a la vergüenza provocada por deformaciones en el cuerpo y/o rostro.
- Ansiedad y problemas a la hora de relacionarse socialmente condicionados por reacciones negativas hacia el enfermo por parte de las personas de su entorno.

## Tratamiento
Actualmente no hay cura, solo tratamientos paliativos. Debido a las múltiples manifestaciones de la enfermedad, se recomienda que los afectados lleven un seguimiento por parte de médicos especialistas, para tratar posibles complicaciones. En ocasiones se recurre a la cirugía para extirpar tumores que comprimen órganos u otras estructuras. Menos del 10 % desarrolla tumores malignos que deben ser tratados con quimioterapia.

## Famosos con neurofibromatosis

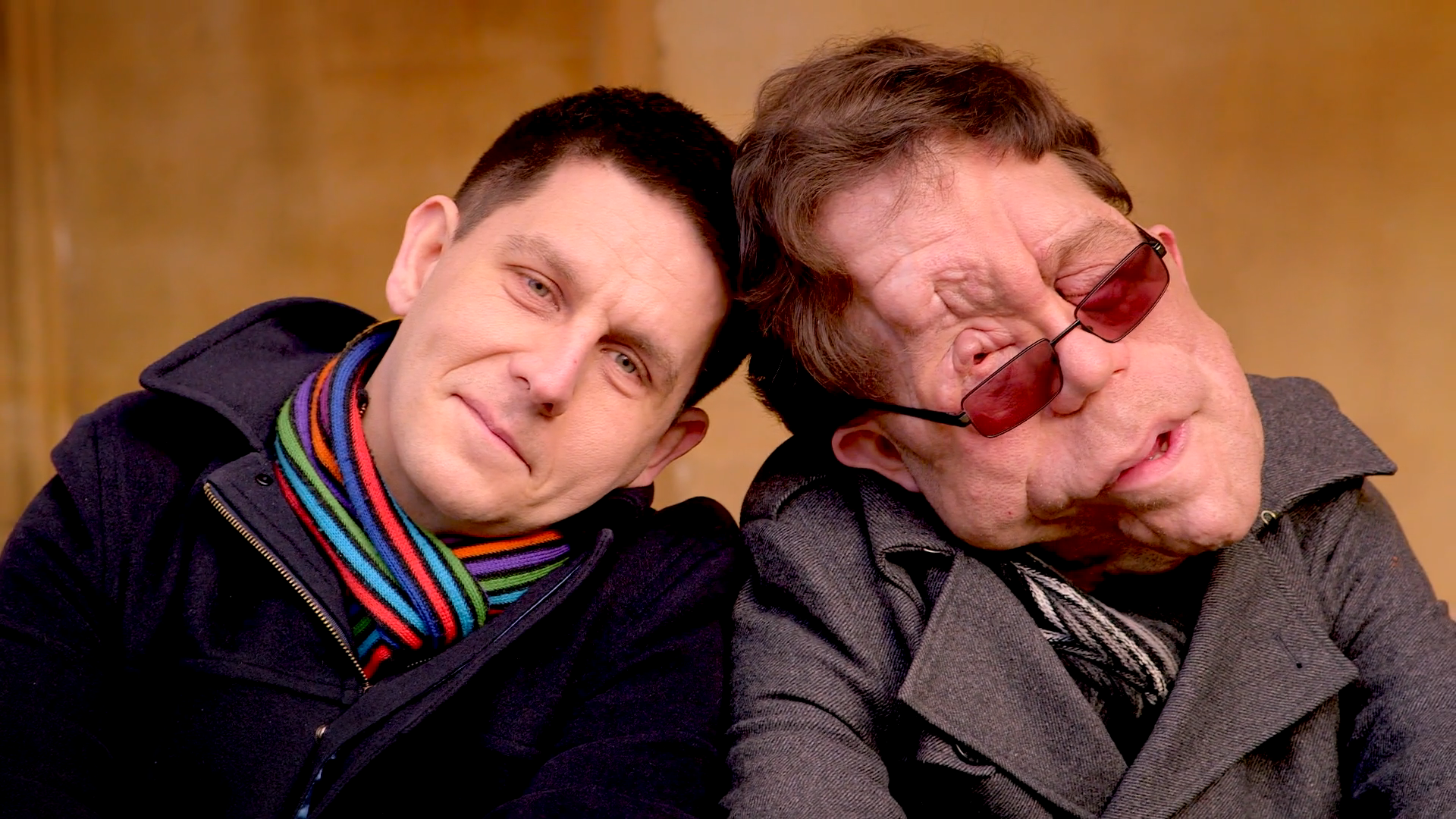
Adam Pearson (a la derecha) y su gemelo idéntico Neil (a la izquierda) en el episodio Mi asombroso gemelo de "Horizon" (Serie documental británica de larga duración de la BBC Two que trata sobre ciencia y filosofía). Ambos cuentan con NF1 pero la forma en la que se manifiestan los síntomas son diferentes para cada uno.

- Adam Pearson: Actor y activista británico que lucha por los derechos de las personas con discapacidad y deformidades.
- Arooj Aftab: Modelo e influencer británica. No debe confundirse con la cantante del mismo nombre.
- Mony Yassir: Actriz conocida por su rol en Degrassi: The Next Generation, interpretando a Nadia Yamir, Mony se encuentra en silla de ruedas en la vida real como consecuencia de su neurofibromatosis.